# John Elliot Cairnes

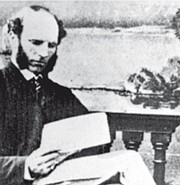
John Elliott Cairnes

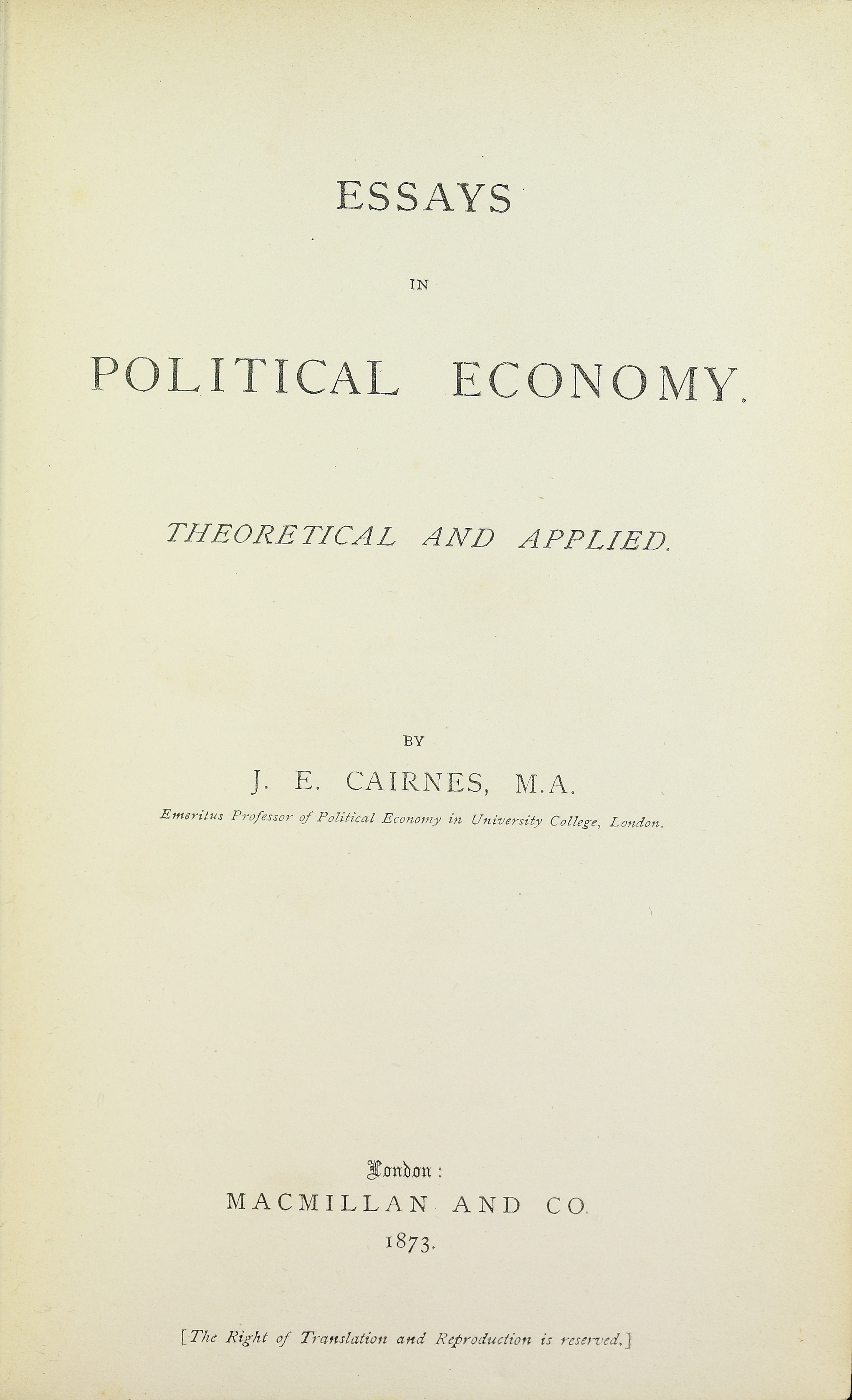
Essays in political economy, 1873

John Elliot Cairnes, född 26 december 1823 och död 8 juli 1875, var en brittisk nationalekonom.
Cairnes blev professor i Dublin 1856, i Galway 1859 och i London 1866. Han lämnade på grund av sjuklighet professuren 1872. Cairnes The slave power (1862), i vilken han bekämpade slaveriet, väckte stort uppseende och bidrog kraftigt till att stärka nordstaternas ställning hos den engelska opinionen. I sitt huvudarbete, Some leading principles of political economy (1874), närmast avsett som en kritisk kommentar till hans lärofader John Stuart Mills Principles of political economy har Cairnes bland annat utvecklat den klassiska lönefondsteorin, dock under stark påverkan från Nassau William Senior.